# 福富町久芳
福富町久芳（ふくとみちょうくば）とは、広島県東広島市の大字。全域で住居表示未実施である。

## 概要
福富地区西部に位置しており、おおむね旧久芳村に相当する。福富支所が置かれているなど福富地区の中心地として機能している。
2008年には福富ダムが完成し、町内の32戸、90haが水没した。この住民の生活再建や移住増進を目的に、ダム近辺には「レイクヒル福富」と呼ばれる住宅団地が造成されている。
「久芳」の由来として、「くわ」に「桑」の字を当て、大和国桑原漢人に由来するとする説がある。平安期には「訓芳」とも書いた。

## 沿革
- 1889年（明治22年）4月1日 - 町村制施行。豊田郡久芳村が単独で村制施行する。大字は設置されなかった[4][5]。
- 1955年（昭和30年）7月10日 - 久芳村と豊田郡竹仁村が合併し、豊田郡福富町が発足する。旧久芳村域は「久芳」として福富町の大字となる[4][5]。
- 1956年（昭和31年）4月1日 - 福富町の所属郡が豊田郡から賀茂郡に変更になる[6]。
- 1971年（昭和46年） - 豊栄町乃美と境界変更（日月不明）[4]。
- 1997年（平成9年）3月31日 - 福富ダム建設に伴う周辺地域の整備計画が発表される[2]。
- 2005年（平成17年）2月7日 - 福富町他4町が東広島市に編入される。久芳は「福富町久芳」として東広島市の大字となる[7]。
- 2021年（令和3年）3月27日 - 東広島市立久芳小学校の閉校式が実施される[8]。

## 交通

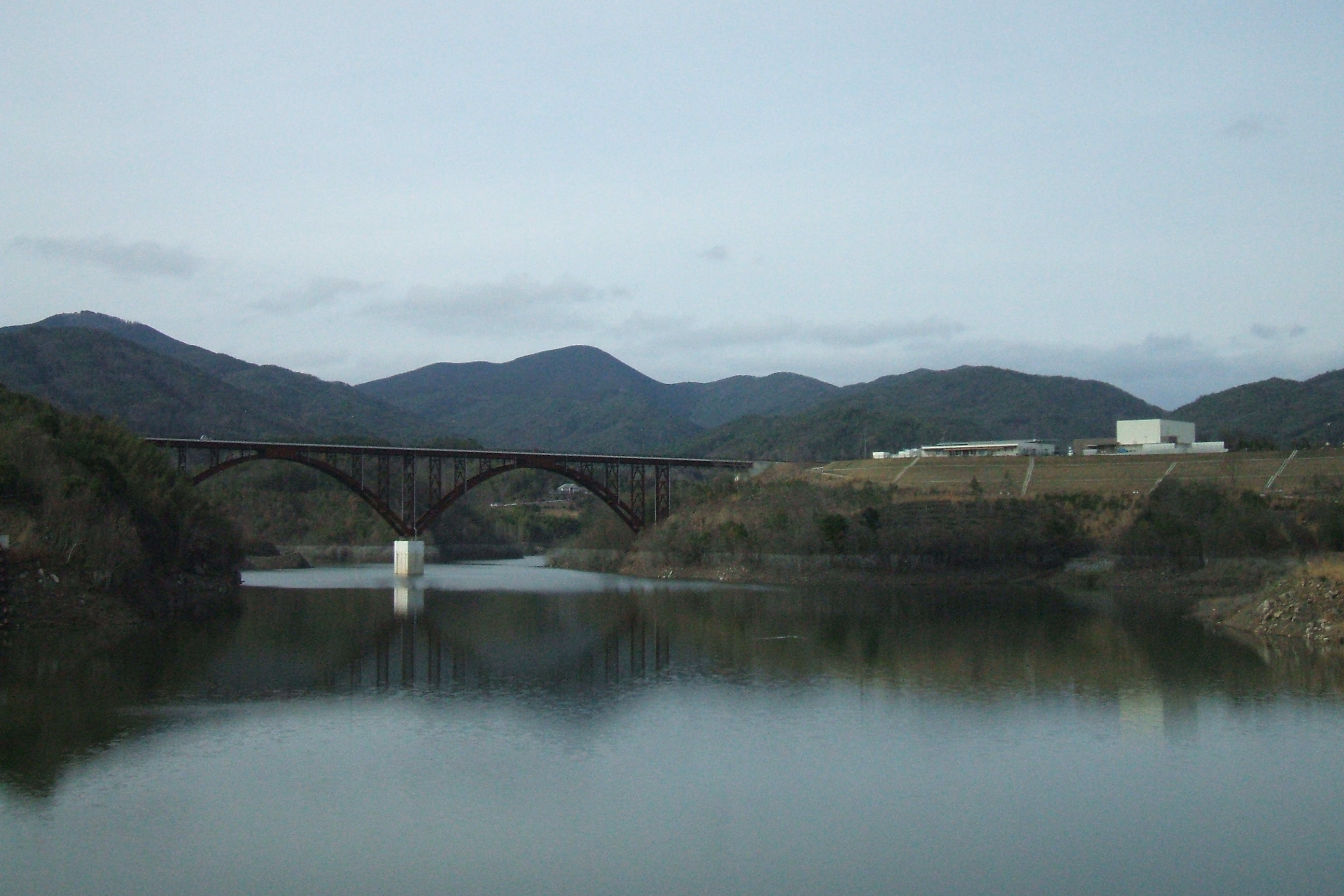
ダム湖「しゃくなげ湖」上に架かる「しゃくなげ大橋」（福富豊栄バイパス）

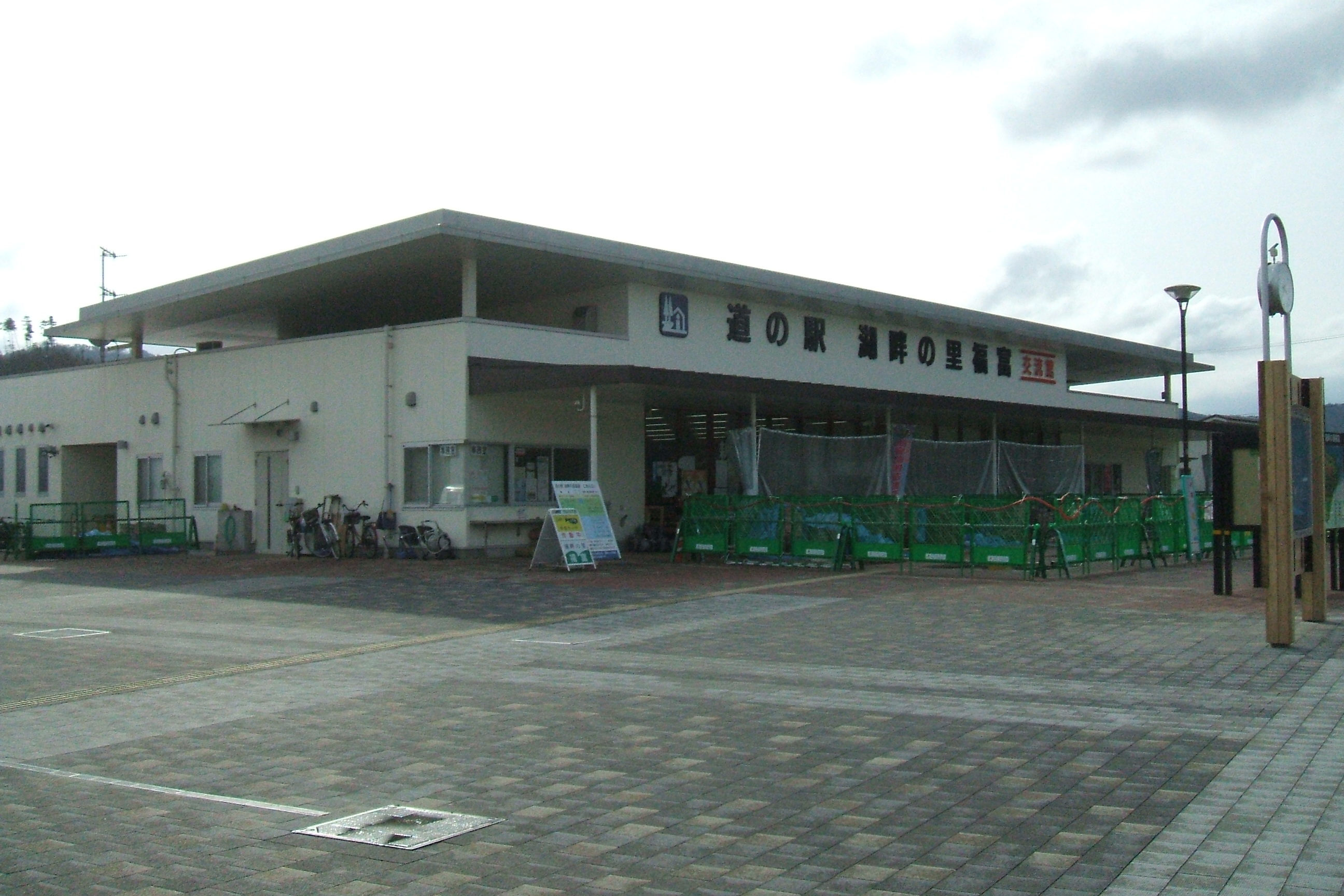
道の駅湖畔の里福富

### 鉄道
町内に鉄道はない。最寄り駅はJR山陽本線の西条駅・西高屋駅など。いずれも10km程度離れている。

### バス
芸陽バスの路線バスならびに、東広島市のコミュニティバス「豊栄そよかぜ号」が運行されている。

#### 芸陽バス
- 豊栄 - 久芳 - 河内駅
- 豊栄 - 久芳 - 造賀 - 高美が丘 - 西条駅
- 豊栄 - 久芳 - 造賀 - 西条駅
- 豊栄 - 久芳 - 造賀 - 篠 - 東広島医療センター - 西条駅

#### 豊栄そよかぜ号
- 能良・乃美陰地線

### 道路

#### 一般国道
- 国道375号・国道486号 - 町内全区間で重複しており、うち一部区間は福富豊栄バイパスとして供用されている。また同バイパス上には道の駅湖畔の里福富が設置されている。

#### 主要地方道
- 広島県道60号大和福富線

#### 一般地方道
- 広島県道340号下竹仁久芳線
- 広島県道342号別府河内線

## 施設・名所など

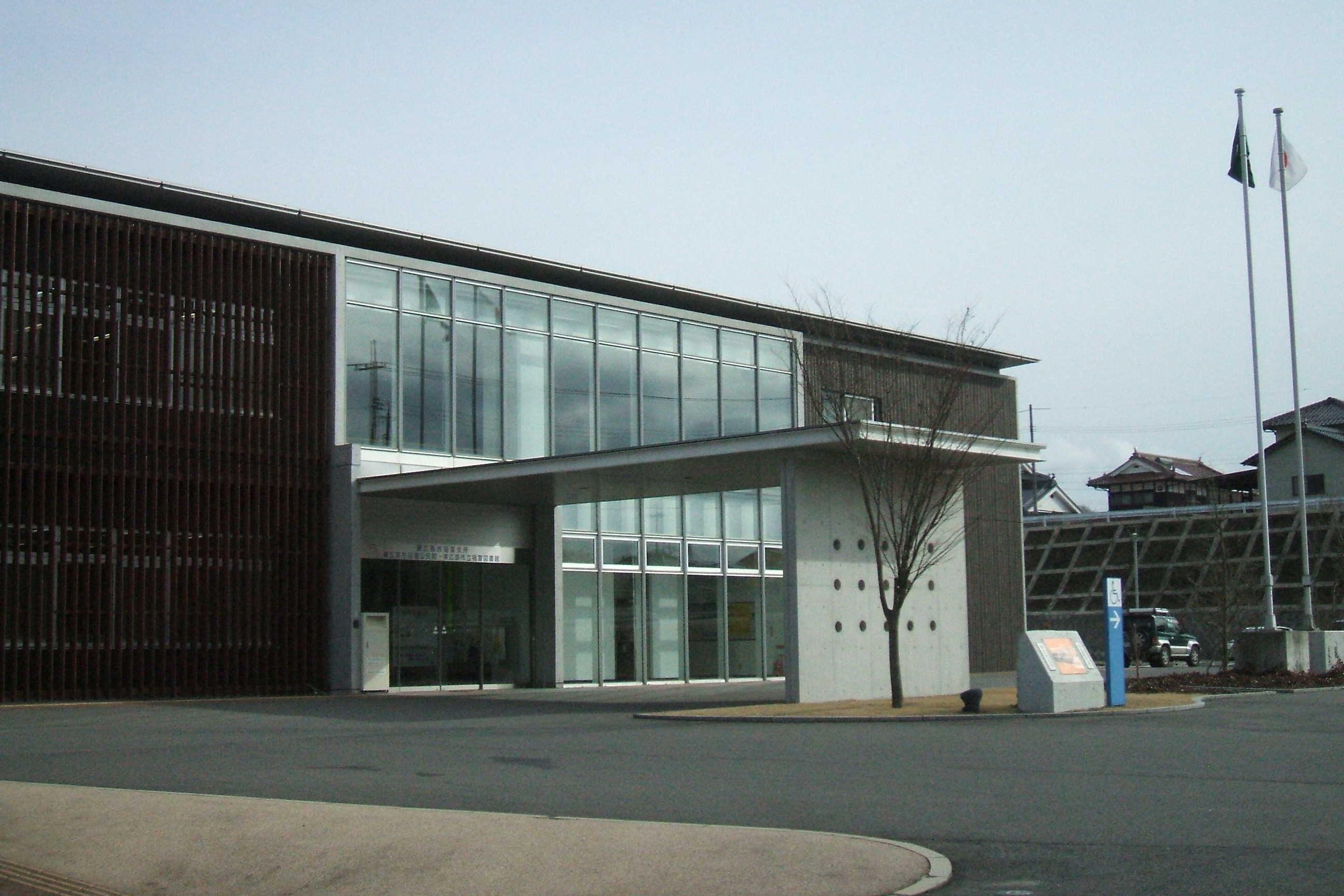
東広島市役所福富支所

- 福富郵便局
- 福富ダム
- 道の駅湖畔の里福富
- 東広島市役所福富支所
- 県央の森公園
  - 「県央の地」碑

## 学区
公立小学校に通学する場合、福富小学校ならびに福富中学校に通学することになる。
かつては町内に久芳小学校があったが、2021年3月末をもって竹仁小学校と統合され、新たに福富小学校となったために閉校された。

## 面積
2020年時点での面積は22.986605621㎢である。

## 世帯数・人口
2024年10月末での世帯数は454世帯、人口は943人である。